# 斯科圖瓦捷 (波克羅夫西克區)
48°5′29″N 36°13′26″E / 48.09139°N 36.22389°E
斯科圖瓦捷（烏克蘭語：Скотувате），是烏克蘭的村落，位於該國中部第聶伯羅彼得羅夫斯克州，由波克羅夫西克區負責管轄，分別距離佩特里基夫0.5公里和里夫涅1公里，始建於1897年，面積0.447平方公里，海拔高度147米，2001年人口80。